# Super 8 (filme)
Super 8 é um filme dos gêneros mistério, ficção científica e suspense americano de 2011 escrito e dirigido por J. J. Abrams, e estrelado por Kyle Chandler, Joel Courtney, Elle Fanning e Noah Emmerich. Foi lançado no dia 10 de junho de 2011 nos Estados Unidos, 28 de julho de 2011 em Portugal e 12 de agosto de 2011 no Brasil.

## Enredo
Em 1979, o deputado e xerife Jack Lamb de Lillian, Ohio, e seu filho de 14 anos de idade Joe, lamentam a morte de sua mãe Elizabeth em um acidente de usina siderúrgica. Jack culpa a seu colega de trabalho, Louis Dainard, como ele estava cobrindo seu turno enquanto ele se recuperava de uma ressaca. Quatro meses mais tarde, o melhor amigo de Joe, Charles Kaznyk decide fazer um filme zumbi de baixo orçamento para uma competição internacional de cinema. Charles pede a ajuda de Preston, Martin, e Cary, assim como a filha de Dainard, Alice. Embora seus pais fiquem furiosos, Joe e Alice se apaixonam. Charles quer filmar uma cena em uma estação de trem usando o trem passando para adicionar autenticidade. Durante as filmagens, Joe testemunhas uma pick-up entrando nos trilhos do trem, causando um descarrilamento maciço que destrói praticamente todo o comboio e os amigos escapam. As crianças investigam os destroços e encontram caixotes cheios de cubos brancos estranhos, então descobrem que o motorista do caminhão é o Dr. Woodward, seu professor de biologia. Woodward, quase morto, adverte-os para esquecer o que viu naquela noite, ou então seus pais serão mortos. As crianças fogem do local, enquanto a força militar dos Estados Unidos, liderada pelo coronel Nelec, chega ao local. Nelec descobre uma caixa vazia de filme Super-8, e assume que o evento foi capturado por uma câmera.
Enquanto Joe e Charles esperam por seu filme ser revelado, a cidade experimenta acontecimentos estranhos: Todos os cães fogem, várias pessoas da cidade desaparecem e a eletrônica de todos são roubados. Ao ouvir as comunicações militares, Jack se aproxima a Nelec para abordar a crescente pânico na cidade, mas Nelec ordena prendê-lo. Nelec ordena o uso de lança-chamas para começar incêndios florestais fora da cidade, como uma desculpa para evacuar as pessoas para a base. De repente, os soldados vão até a cidade para começar a evacuação. Enquanto isso, Joe e Charles assistem ao descarrilamento do trem no filme e descobrem que uma criatura misteriosa tinha escapado do comboio. Na base, Joe ouve do pai de Alice que ela foi sequestrada pela criatura. Joe, Charles, Martin e Cary encontram um buraco na cerca da base e entram de volta para a cidade para resgatar Alice. Eles invadem o local de armazenamento do Dr. Woodward e descobrem filmes e documentos do seu tempo como um investigador do governo.
Eles assistem o filme, que revela que capturou um em 1958. A Força Aérea capturou o pouso de um alienígena e começaram a fazer experimentos sobre ele. Woodward era um dos cientistas dos experimentos da nave (do alien) composta de cubos brancos. Em um ponto, o alien agarra Woodward, aparentemente estabelecendo uma conexão psíquica com ele. Agora com a compreensão do alienígena, ele é obrigado a resgatá-lo e ajudá-lo a escapar da Terra. Anos depois, informando-se sobre o trem, viu uma oportunidade de ajudar a criatura. Os meninos são capturados por Nelec, mas como eles são levados de volta à base, o alienígena ataca o ônibus onde estão. Os militares são mortos e os meninos escapam. Enquanto isso, Jack escapa da base da prisão militar e faz o seu caminho para o abrigo de habitantes da cidade. Ele descobre a partir de Preston sobre o plano de Joe para resgatar Alice. Jack e Dainard então concordam em colocar de lado suas diferenças para salvar seus filhos.
Na cidade, com as suas avarias os militares tentam matar o alien. Martin é ferido em uma explosão, assim Charles fica para trás com ele, enquanto Joe e Cary pensam ir para o cemitério, onde Joe já havia visto algo lá que o fez desconfiar. Dentro da garagem do cemitério, eles encontram um túnel enorme levando a um labirinto de cavernas subterrâneas. Em uma câmara debaixo da torre de água da cidade, eles encontram que o alien criou um dispositivo de eletrônicos roubados da cidade, ligados à base da torre. O alien também tem várias pessoas, incluindo Alice, penduradas no teto de cabeça para baixo e inconscientes. Usando bombinhas de Cary como uma distração, Joe libera Alice e os outros, mas eles acabam presos em uma caverna sem saída depois que o alien persegue-os para baixo. Alice e Cary gritam e se acovardam contra a parede do túnel, mas Joe avança e tenta falar com o alien. O alien pega Joe, que silenciosamente fala ao alien, dizendo-lhe repetidamente que "coisas ruins acontecem", mas que o alien "ainda pode viver". Depois de estudar Joe por um momento, o alien o liberta e se afasta, permitindo que os três voltem para a superfície.
Enquanto Joe e Alice juntam-se com seus pais, todo mundo assiste como os objetos de metal de toda a cidade são magneticamente puxados para o topo da torre de água. Os cubos brancos também são puxados para montar uma nave espacial em torno do tanque de água. O medalhão que costumava pertencer a mãe de Joe também é atraído para a torre e Joe, depois de um breve momento, decide deixá-lo ir. O alien entra na nave espacial concluída; a torre de água implode e a nave vai para o espaço. Joe pega a mão de Alice enquanto eles vêem a nave indo para o céu noturno. Durante os créditos, o filme completo das crianças, intitulado The Case, é mostrado.

## The Case
Detective Hathaway reúne-se com uma testemunha que diz que viu um ataque de zumbis. Ele apresenta Hathaway com um passe de acesso ao edifício que caiu do bolso do atacante. O passe é para o Romero Chemical Plant. Hathaway, em seguida, vai para o Presidente do Romero Chemicals. Ele confronta sobre um incidente que ocorreu na Plant. O Presidente ignora-o sobre o acidente, por isso Hathaway afirma que ele está indo olhar em torno do edifício. Depois que ele sai, o Presidente faz um telefonema urgente, dizendo: "Ele sabe." Hathaway é atacado por um zumbi no prédio. Ele consegue matá-lo batendo sua cabeça em alguns pregos expostos na parede. Em seguida, ele chama alguém para comprar um bilhete para sua esposa para ir à Michigan, porque não é seguro para ela ficar. Naquela noite, no depósito de trem, ela diz a ele que o ama e não quer que ele fique em perigo. Segundos depois, um enorme desastre ocorre, mantendo sua esposa lá. Na manhã seguinte, eles olham para o desastre, eles são atacados por um zumbi, a quem Hathaway dispara.
Naquela noite, Hathaway registra em seu diário de áudio que os ataques estão colocando ênfase na sua cidade e no seu casamento. Em seguida, ele recebe um telefonema de um oficial da Força Aérea que serviu com Hathaway no Vietnã. Ele diz-lhe que um aviador cometeu suicídio porque não havia um segredo que ele não podia mais manter. Ele então lhe fornece informações altamente sigilosas sobre um médico que o falecido aviador trabalhava. Ele vai ao encontro deste médico que diz que ele encontrou uma cura para a epidemia de zumbis e começa a testá-lo em uma vítima do vírus. No entanto, a vítima acorda e morde o médico transformando-o em um zumbi. Hathaway atira nos dois. Ele vai para casa e ver que sua esposa foi transformada em uma zumbi. De repente, ela o ataca, mas ele injeta o antídoto em seu pescoço. Ele se prepara para matá-la, mas ela está curada do vírus e eles se abraçam. O filme termina com um pequeno anúncio do diretor, Charles Kaznyk, que diz ao público o quão divertido eles tinham de fazer isso e que ele espera que seu filme seja escolhido no festival. Alice, com maquiagem de zumbi, em seguida, interrompe e brinca com o espectador fazendo-o pensar que ela é um zumbi real quando ela ataca e morde Charles, antes dela atirar-se contra a câmera.

## Elenco
- Joel Courtney como Joe Lamb
- Elle Fanning como Alice Dainard
- Kyle Chandler como Delegado Jackson Lamb
- Noah Emmerich como Coronel Nelec
- Ron Eldard como Louis Dainard
- Bruce Greenwood como "Cooper"[2]
- Riley Griffiths como Charles Kaznyk
- Ryan Lee como Carey
- Zach Mills como Preston
- Josh McFarland como Tom Ashton
- Gabriel Basso como Martin
- Amanda Michalka como Jen Kaznyk
- Glynn Turman como Dr. Woodard
- Michael Hitchcock como Delegado Rosko
- David Gallagher como Donny

## Produção
Abrams e Spielberg colaboraram para criar a história do filme. Inicialmente foi reportado que o filme seria uma sequência ou uma prequência de Cloverfield, produzido por Abrams. Entretanto, Abrams rapidamente respondeu dizendo, "Você deve ver o trailer, porém não tem nada a ver com Cloverfield". Foi filmado de forma tradicional, diferentemente de Cloverfield, com as filmagens ocorrendo de setembro até outubro de 2010, na cidade de Weirton, Virgínia Ocidental. O teaser trailer foi filmado separadamente, em abril do mesmo ano. O filme é o primeiro trabalho original de Abrams no cinema, tendo previamente dirigido sequências de duas famosas franquias; Mission: Impossible III e Star Trek.

## Divulgação
O primeiro teaser trailer do filme foi anexado às cópias de de Iron Man 2. Em 6 de fevereiro de 2011, uma propaganda de 30 segundos para Super 8 estreou durante a exibição americana do Super Bowl XLV. O comercial havia sido promovido nos dias que precederam o jogo com fotos e um código secreto. Em 11 de março, o primeiro trailer teatral estreou no Twitter, em seguida sendo anexado às cópias de Battle: Los Angeles. Um pôster e um papel de parede foram lançados na mesma noite. Além dos trailers, uma variedade de pequenos clipes foram destravados por usuários dos website oficial do filme. No jogo lançado em 2011 Portal 2 existe um trailer jogável do filme, que no final sugere ao jogador que acesse o site oficial do filme.

## Recepção

### Crítica
Super 8 teve recepção geralmente favorável por parte da crítica especializada. No agregador Metacritic, o filme tem um indíce de 72/100, baseado em 41 resenhas, indicando "críticas geralmente favoráveis".
Em avaliações positivas, do Orlando Sentinel, Roger Moore disse: "J.J. Abrams, com Steven Spielberg produzindo, fez um daqueles (filmes) que te deixam fora do corpo, entretenimento de verão de cair o queixo que as crianças com idade suficiente que vão jurar e ver os filmes com (classificação) PG-13, vão se lembrar na vida adulta."
Do St. Louis Post-Dispatch, Joe Williams: "Tal homenagem desarma o cinema da era Reagan que mesmo com gremlins ranzinzas, pode se sentir que é de manhã na América. Mas esteja avisado de que, se este filme é exposto à luz solar, você vai notar as cordas das marionetes."
Chicago Tribune, Michael Phillips: "Abrams entrelaça as histórias comuns dos habitantes da pequena cidade de uma forma que se sente dramático sem mostrar seus artifícios também, obviamente. E sua escolha de elenco com Courtney e Fanning foi fortuita, embora as brincadeiras de Abrams para as crianças com apoio aos "Goonies", ficam cansativas."
The Hollywood Reporter, Todd McCarthy: "Como um avião velho (ou nave espacial) alemã equipada a partir de pedaços de sucata voando novamente com dignidade, Super 8 foi consertado, com peças de reposição de 30 anos para proporcionar um passeio agradável em seu próprio."
The Globe and Mail (Toronto), Rick Groen: "Todas as crianças aqui são ótimas, significativamente melhores do que o filme real que os rodeia. Embora aparentemente formado por Abrams, é realmente uma narração de Spielberg com peso para o verão."
No site Rotten Tomatoes o filme possui um indíce de aprovação de 82%, baseado em 243 resenhas, com uma nota média de 7,4/10. O consenso é "Pode evocar lembranças de sucessos de verão clássicos um pouco ansiosamente para alguns, porém Super 8 tem excitação, deslumbramento visual e profundidade emocional de sobra".

## Lançamento
Foi lançado em 9 de junho de 2011, na Austrália, 10 junho de 2011, nos Estados Unidos; e 5 de agosto de 2011, no Reino Unido. Em 8 de junho, a Paramount também lançou uma "Super 8 Sneak Peek" promoção no Twitter, oferecendo aos fãs a chance de comprar ingressos para uma sessão prévia, a ter lugar no dia 9 de junho de 2011, nos Estados Unidos. Nos Estados Unidos, estreou em # 1 no fim de semana no Box Office, arrecadando cerca de US$ 35 milhões.

## Home Media
Foi lançado em blu-ray e DVD em 22 de novembro de 2011. O lançamento foi produzido como um pacote combo, com uma cópia digital, incluindo nove bônus e catorze cenas deletadas. A edição brasileira foi lançada em 2012 com encarte diferente.[carece de fontes?]